# توفيق سلطان اليوزبكي
توفيق سلطان عبد الرحمن اليوزبكي (1932-2003) من مواليد مدينة الموصل بالعراق سنة 1932. مؤرخ وباحث واستاذ جامعي. شغل مناصب كثيرة منها عمادة كلية الآداب جامعة الموصل ومستشار ثقافي أول في مكتب التربية العربي لدول الخليج (1982-1985).

## الأعمال
له كتب منشورة عديدة منها
1. الوزارة :نشاتها وتطورها في الدولة العربية الإسلامية
2. دراسات في النظم العربية الإسلامية
3. تاريخ أهل الذمة في العراق حتى سنة 247 هجرية

هذا فضلا عن مئات من البحوث والمقالات.اشرف على عدد من رسائل الماجستير واطروحات الدكتوراه.

## الجوائز
منح وسام المؤرخ العربي.